# Anne Thoynard de Jouy
Anne Thoynard de Jouy (1739 – 1825) byla francouzská šlechtična a v letech 1763-1765 milenka krále Ludvíka XV.
Byla dcerou Barthélémy-Françoise Thoynarda a Anne-Marie-Jacqueline Lallemant de Lévignen. V roce 1758 byla provdána za hraběte Jeana Jacquese Pierra d'Esparbès de Lussan du Gout. Od roku 1763 byla tajnou milenkou krále Ludvíka XV. Po smrti Madame de Pompadour v roce 1764 byla jednou z kandidátek, které by mohly Madame de Pompadour nahradit. O toto místo však měly zájem výše postavené dvorní dámy, které by mohly mít vztah s králem veřejný. Mezí Anne a dalšíma dvěma milenkami, Anne Couffier de Romans a Béatrix de Choiseul-Stainville, probíhaly časté hádky, které upoutaly pozornost celého dvora. V roce 1765 byla Anne ze dvora vyhoštěna, čímž její románek s králem skončil.